# Once (àlbum)
Once és el cinquè àlbum d'estudi de la banda finlandesa de metall simfònic Nightwish, publicat el 7 de juny de 2004 per Spinefarm Records a Finlàndia i Nuclear Blast a la resta d'Europa. És el cinquè i últim àlbum que compta amb Tarja Turunen a la veu principal. L'àlbum va costar prop de 250.000 € de fer (1.000.000 inclosos els vídeos), la qual cosa el va convertir en l'enregistrament més car de Finlàndia fins al llançament del següent àlbum de Nightwish, Dark Passion Play, que va costar més de 500.000 € per produir. A partir del 2013, Once havia venut 2,3 milions de còpies a tot el món, convertint-se en l'àlbum més reeixit de Nightwish fins ara. La remasterització de l'àlbum es va publicar el 6 d'agost de 2021.

## Llista de cançons
1. Dark Chest Of Wonders - 4:28
2. Wish I Had An Angel - 4:05
3. Nemo - 4:36
4. Planet Hell - 4:38
5. Creek Mary's Blood - 8:29
6. The Siren - 4:46
7. Dead Gardens - 4:28
8. Romanticide - 4:58
9. Ghost Love Score - 10:02
10. Kuolema tekee taiteilijan - 3:58
11. Higher Than Hope - 5:37